# Gemeenschappelijke Digitale Markt

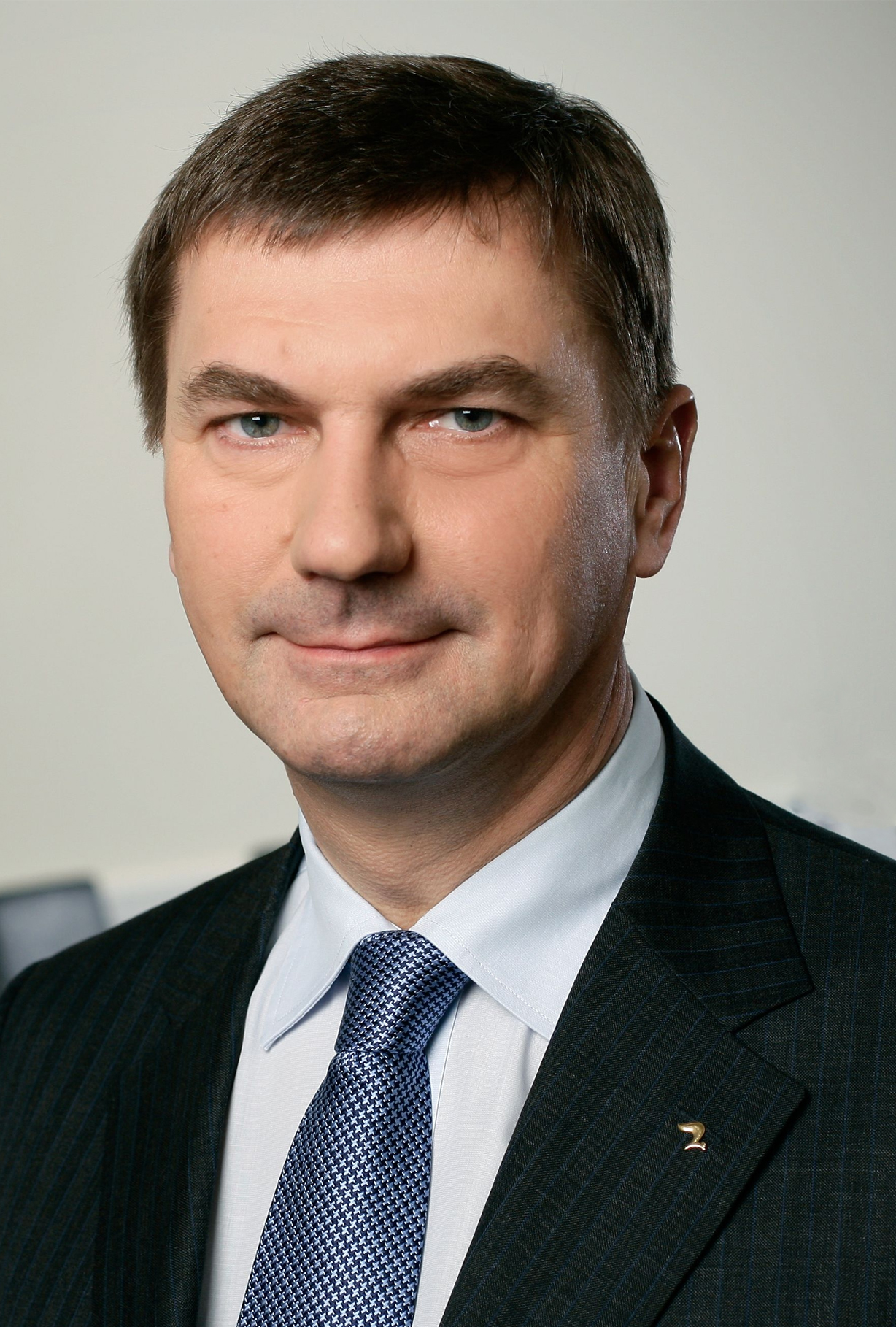
Andrus Ansip is verantwoordelijk voor het beleidsterrein

De Gemeenschappelijke Digitale Markt is een beleidsterrein van de Europese Unie. De ontwikkeling van de gemeenschappelijke markt is een van de tien prioriteiten van Jean Claude Juncker.
De gemeenschappelijke digitale markt moet de distributie van online diensten en entertainment tussen lidstaten van de EU vereenvoudigen. Naast vereenvoudiging van de distributie, moet de gemeenschappelijke markt een verbetering in de bescherming tegen cybercrime faciliteren, het legaal downloaden van muziek via internet door diensten als iTunes stimuleren en moet men een gemeenschappelijke markt creëren voor het online betalen.
De Europese commissaris Andrus Ansip is sinds 1 november 2014 verantwoordelijk voor het beleidsterrein. Ansip werkt binnen zijn beleidsterrein nauw samen met andere commissarissen binnen de Commissie-Juncker. Op 25 november 2014 reageerde Ansip op voorstellen van Italië om de netneutraliteit binnen de EU te beperken. Ansip was een tegenstander van het plan en benadrukte dat hij er veel waarde aan hecht dat het internet open blijft voor iedereen.

## Speerpunten
- De Europese Unie moet een wereldpositie krijgen op het gebied van informatie- en communicatietechnologie;
- Het beter gebruikmaken van mogelijkheden binnen de digitale markt.

## Beleid
- Nationale regulering op het gebied van telecom, copyright en databescherming aanpassen;
- Nationale regulering op het gebied van radiotrillingen aanpassen;
- Aanpassing van belastingregels om hogere niveaus van publieke en private investeringen mogelijk te maken;
- Het stimuleren van de creatieve industrie in de Europese Unie.